# Luis Miguel Salvador
Luis Miguel Salvador (ur. 26 lutego 1968 w Meksyku) –  były meksykański piłkarz grający na pozycji napastnika. Uczestnik Mundialu 1994. Grał w m.in. Atlante FC i CF Monterrey. Menedżer sportowy.